# ふじ (化粧品メーカー)
株式会社ふじは、レイラ化粧品（レイラけしょうひん）のブランドで展開する日本の化粧品メーカーである。全成分公開・低価格路線で、主に日本国内向け通信販売・訪問販売である。キャッチコピーは「美と平和へのかけ橋」。
レイラは映画『キタキツネ物語』に登場する母キツネの名に由来する。公募により、高田敏江の案が採用された。

## 概要
女性運動の流れで低価格化粧品事業を1971年から展開。1960年代に化粧品が原因の有害物質被害（黒皮症）が社会問題となったことが背景にある。「平和」を企業理念とし、安全性において一切の疑念が無い事を最優先に「環境を守る」化粧品を作っている。また、商品1つの売り上げの内1円を「女性平和基金」に寄付しており、世界平和を願う全ての人々の架け橋となる事を願っている。1982年から化粧品の全成分を公開した。基礎化粧品は無香料。着色剤は全製品使用していない。メイク製品に使用する色素は無機顔料を中心に選択。タール系色素は顔料化され、安全性の確認されているもの5種に限定して使用している。低パラベン（一部はパラベンフリー）、低防腐剤、低界面活性剤。シャンプーやリンス剤、洗顔フォーム等洗い流して河川に排出されるものは「生分解性の良い原料を選ぶ」としている。メイク用品は発色や色の付きが弱かったり落ちやすかったりするが、安全性を第一に考えて作られているためである。宣伝や広告をしない事、ビンなどの容器は、既に作られている容器を利用するなどして低コストでの販売を実現させている。
販路は自社ECサイト

## 沿革
- 1971年9月 - 公害問題等への関心の高まりの中、東京都調布市に「化粧品研究所」を設立、「ふじ化粧品」ブランドで展開。
- 1973年6月 - 「有限会社ふじ」に改組
- 1978年10月 - 熊本県熊本市に九州出張所を開設
- 1979年8月 - 埼玉県戸田市に本社事務所と工場移転
- 1980年4月 - 株式会社に改組。公募によりブランド名「レイラ」に決定
- 1982年2月 - 全成分公開開始
- 1987年1月 - 大阪府吹田市に関西出張所を開設
- 1990年7月 - 埼玉県越谷市に本社事務所と工場移転
- 1990年9月 - フロンガスの代替として石油液化ガス使用のムースを発売
- 1995年1月 - 阪神・淡路大震災被災者へ乳液を提供。
- 1995年9月 - 医薬部外品製造業許可取得
- 1996年6月 - オンライン受注システム開始
- 1998年1月 - 関西出張所閉鎖
- 1999年4月 - ポリ塩化ビニール等を全廃
- 2000年5月 - 「女性平和基金」設立協力
- 2000年12月 - ISO14001認証を取得

## 主な商品
- スキンケア
- メイクアップ
- ヘアケア・ボディケア
- 男性向け

## 販売会社
- 北海道ふじ（北海道）
- レイラ東京（東京都）
- レイラぽぴい（千葉県）
- 神奈川レイラ（神奈川県）
- 埼玉けやき（埼玉・茨城・栃木県）
- アイリス（愛知県）
- 長野レイラ（長野県）
- ベル・レイラ（新潟県）
- あけぼの（京都府）
- 大阪くれない（大阪府）
- 兵庫レイラ（兵庫県）
- 岡山レイラ（岡山県）
- ル・ボンふくおか（福岡・長崎県）
- レイラ福島（福島県）
- レイラわかくさ（奈良県）